# 강성훈 (정치인)
강성훈(姜成薰, 1970년 10월 15일, 경상남도 사천시 ~ )은 대한민국의 제9대 경상남도의원이었다.

## 학력
- 사천대성국민학교 졸업
- 남양중학교 졸업
- 진주여자고등학교 졸업
- 경상대학교 농과대학 학사 졸업

## 경력
- 경상대학교 전통문화예술연구회 활동
- ㈜대교 눈높이교사 9년 근무
- ㈜대교 눈높이교사노조 경남지부장
- 경상대학교 예술을 사랑하는 사람들 회장(문화패동문회)
- 명곡동 어린이날 행사 집행위원장
- 명곡동 마을문화제 집행위원장
- 명곡동 가고 싶은 놀이터 만들기 추진위원
- 명곡동 한여름밤의 영화제 추진위원장
- 경남여성회 지부 창원여성회 사무국장
- 삼성화재 설계사
- 민주노동당 명곡동 대의원
- 경남 한살림 환경위원회 위원
- 창원여성회 지부 명곡동여성회 지회장
- 경남청년실업극복센터 자문위원
- 민주평화통일위원회 자문위원
- 우리겨레하나되기 경남운동본부 자문위원
- 창원여성회 지회 팔용동여성회 자문위원
- 경남교육발전연구회 도의회 위원
- 여성인권연대 특별위원회 위원
- 사회복지연구회 도의회 위원
- 경상남도교육청 예산결산특별위원회 위원
- 제50회 경상남도민 체육대회 범시민 준비위원회 자문위원
- 창원시 민예총 자문위원
- 6.15 남북공동선언실천 경남본부 창원시지부 고문
- 경남문화재단 문화예술진흥공모사업 심사위원
- (사)식생활교육경남네트워크 자문위원
- 팔용중학교 지역위원
- 2010.07 ~ 2014.06 제9대 경상남도의회 의원
- 2010.07 ~ 2012.07 제9대 경상남도의회 전반기 문화복지위원회 위원
- 2012.07 ~ 2014.06 제9대 경상남도의회 후반기 문화복지위원회 위원
- 2012.07 ~ 2014.06 제9대 경상남도의회 후반기 예산결산특별위원회 위원

## 역대 선거 결과
|  | 52.26% |

|  | 15.44% |